# Hosszúfarkú énekesseregély
A hosszúfarkú énekesseregély (Aplonis magna) a madarak osztályának verébalakúak (Passeriformes) rendjébe és a seregélyfélék (Sturnidae) családjába tartozó faj.

## Előfordulása
Indonézia területén honos. Természetes élőhelye a síkvidéki és felföldi irtáserdőkben, erdőszéleken és kertekben van.

## Megjelenése
Testhossza 35 centiméter. A hím tollazata fémesen csillogó sötétzöld.

## Életmódja
Gyümölcsökkel táplálkozik.